# Фрідріх Брауне
Фрідріх Брауне (нім. Friedrich Braune; 6 жовтня 1889, Фербеллін — 29 червня 1971, Фленсбург) — німецький офіцер, контрадмірал крігсмаріне.

## Біографія
3 квітня 1907 року вступив у кайзерліхмаріне. Учасник Першої світової війни. Після демобілізації армії залишений в рейхсмаріне. З 10 листопада 1938 року — комендант військового району Кольберга. З 28 грудня 1939 року — офіцер-суддя Імперського військового суду. 31 березня 1941 року переданий в розпорядження командувача-адмірала військово-морської станції «Остзее», потім командувача -адмірала в Норвегії. З 30 квітня 1941 року — головний директор військових верфей Бергена. 9 травня 1942 року знову переданий в розпорядження командувача-адмірала військово-морської станції «Остзее». З 15 червня 1942 року — знову офіцер-суддя Імперського військового суду. 31 липня 1942 року звільнений у відставку, проте наступного дня переданий в розпорядження крігсмаріне, а 1 вересня призначений суддею Призового суду в Берліні. 30 квітня 1945 року остаточно звільнений у відставку.

## Звання
- Кадет (3 квітня 1907)
- Фенріх-цур-зее (21 квітня 1908)
- Лейтенант-цур-зее (28 липня 1910)
- Оберлейтенант-цур-зее (27 вересня 1913)
- Капітан-лейтенант (17 травня 1919)
- Корветтен-капітан (1 квітня 1926)
- Фрегаттен-капітан (1 жовтня 1931)
- Капітан-цур-зее (1 жовтня 1933)
- Контрадмірал запасу (1 лютого 1940)
- Контрадмірал (1 січня 1941)

## Нагороди
- Залізний хрест
  - 2-го класу (21 лютого 1918)
  - 1-го класу (4 травня 1921)
- Морський нагрудний знак «За поранення» в чорному
- Почесний хрест ветерана війни з мечами (30 січня 1935)
- Медаль «За вислугу років у Вермахті» 4-го, 3-го, 2-го і 1-го класу (25 років; 2 жовтня 1936) — отримав 3 нагороди одночасно.
- Хрест Воєнних заслуг 2-го класу з мечами (1 вересня 1941)